# Camdaki Kız
Camdaki Kiz ist eine türkische Fernsehserie, deren erste Folge am 8. April 2021 unter der Regie von Nadim Güç ausgestrahlt und von Seda Altaylı Turgutlu geschrieben wurde. Burcu Biricik und Feyyaz Şerifoğlu sind die Hauptdarsteller der Serie. Die Serie ist adaptiert von Gülseren Budayıcıoğlus gleichnamigem Roman.

## Inhalt
Nalan ist eine schöne junge Frau, die mit ihrer Wärme auf den ersten Blick die Liebe aller verdient. Sie ist das einzige Kind ihrer Familie und absolvierte die besten Schulen mit Auszeichnung. Während ihrer Tätigkeit als Architektin bei der größten türkischen Hotelkette Koroğlu befindet sich Nalan plötzlich am Vorabend ihrer Ehe mit Sedat Koroğlu.

## Besetzung und Charaktere

### Hauptfiguren
- Burcu Biricik – Nalan İpekoğlu 1-
- Feyyaz Şerifoğlu – Sedat Koroğlu 1-
- Tuğrul Tülek – Levent 1-
- Selma Ergeç – Selen Koroğlu 1-
- Tamer Levent – Rafet Koroğlu 1-
- Devrim Yakut – Gülcihan Koroğlu 1-
- Enis Arıkan – Muzaffer Koroğlu (Muzo) 3-
- Engin Şenkan – Cavit 10-
- Cihangir Ceyhan – Hayri Ersoy 13-

### Fertige Charaktere
- Nur Sürer –  Feride İpekoğlu 1–63
- Laçin Ceylan – Pervin Pekiner 31–61
- Hande Ataizi – Cana Yalçın 1–60
- Leyla Feray – Pera Pekiner 29–53
- Şerif Erol – Adil İpekoğlu 1–35
- Yüsra Geyik – Meliha/Melisa Demir 20–27
- Orhan Eşkin – Selim 10–11, 13–27